# かもめ (宇高連絡船)
かもめは、かつて日本国有鉄道（国鉄）が本州・四国間の旅客向けに宇高航路で運航していたホーバークラフトである。

## 概略
1972年（昭和47年）、本州側では山陽新幹線が新大阪から岡山まで延伸開通し、さらに岡山から宇野へは国鉄宇野線の快速電車が運転を開始。これに合わせて宇野から瀬戸内海を渡り四国の高松へ向かう高速輸送手段としてホーバーが就航した。
当時の国鉄は、本州から四国への所要時間短縮を狙っていた。瀬戸大橋がまだなかった時代で、超高速船による旅客輸送を検討。宇野・高松間が通常の連絡船で1時間かかっていたところを僅か15分に短縮する計画だった。使用する船種を選定した結果、宇野近くに事業所を構えていた三井造船（現在の三井E&S）のホーバーが採用され、同社建造のMV-PP5型を国鉄がリースすることになり、「かもめ」と命名された。
ところが就航間近の1972年1月、瀬戸内海を往来する多数船舶の安全確保が不十分という理由で、海上保安庁から国鉄に就航延期の指示通達が出た。さらに超高速の船が通過する影響で安定した漁場が確保出来ないと地元漁協から就航反対運動が起きた。予定航路の修正や所要時間の調整を以て解決を図った。
1972年11月8日、宇野・高松間に国鉄宇高ホーバーが就航。52名乗りの「かもめ」による所要23分での運航が実現した。宇野は駅ホームの海側先端、高松は駅舎すぐ脇の海際に乗り場が設置され、列車からの乗り換えに利便性が図られた。

以下の特徴があった。
1. エンジンはヘリコプター用のゼネラル・エレクトリック T58型ターボシャフトエンジンをベースに石川島播磨重工業（現在のIHI）が生産したガスタービンエンジンIM100型を搭載[1]、時速80キロメートルで海面を飛ぶように走っていた。
2. 到着時は、高速浮上走行のまま港内に入ってきて、プロペラピッチをリバースにし爆音と共に減速着水。徐行しながら桟橋に接近し、着桟直前に航海士が艇外に出てきて、桟橋から投げられた係船ロープをキャッチし、平型のタラップを取りつけた。
3. 旅客の乗降中、エンジンはアイドリングのままで、ガスタービン特有の甲高い音が出ていた。
4. 出航時はタラップを外し、係船ロープを桟橋に投げ戻した後、徐行しながら桟橋を離れ、そのまま海面で水煙を上げながらエアクッション（ナイロン地にゴムをコーティングした黒いフレキシブルスカート）を一気に膨らませて高速浮上走行に入った。このとき操縦席の窓はワイパーがフル作動していた。
5. 「海の新幹線」というキャッチフレーズのもと、船体のカラーリングも東海道・山陽新幹線を模して白地に紺帯だった。
6. ホーバーの船体には小さく「急行」と書かれていたが、文字どおり乗船には急行料金が必要で、乗客は国鉄の乗車券と共に「船急行券」（通称：ホーバー券、乗船便指定で定員制・座席は自由席）を購入していた。
7. ホーバーの操縦席には列車運転用の懐中時計（当時はセイコー 6110）がセットされていて、到着後の乗り換えに支障がないよう、厳密な定時運航が図られていた。
8. ５点チャイムと女声による船内放送が、乗船中・出航直後・入港時にあった。８トラテープを使用していたためか、航海中にBGMとして演歌が流されていた。
9. 当初導入が計画された際には、海上からスリップウェイで上陸し、接続列車の脇まで乗り入れる案が出た。しかし高潮などで駅施設が冠水する恐れもあったため、最終的には駅内の岸壁に専用の浮桟橋を設置した。
10. 宇野側は当初浮桟橋だけの乗り場だったが、待合室、トイレ、通路上屋が後から増設された。浮桟橋の屋根にあった「ホーバークラフトのりば」の文字毎看板は待合室の屋根に付け替えられ、列車ホームの海側先端を見ると一層目立つようになった。
11. 高松側は専用改札口がある待合室だった。中には当初キオスク（売店）もあったが、待合席増設に伴い閉店した、

利用者の増加から、国鉄は三井造船から新たに66名乗りのホーバークラフト「とびうお」（MV-PP5 Mk2型）を購入した。
1980年（昭和55年）4月、「とびうお」が就航。「かもめ」は定期運航を終えて予備艇となっていたが、船体に故障が生じて実際はその後使用されなかった。
1987年（昭和62年）4月、国鉄の分割民営化でホーバーの運航は四国旅客鉄道（JR四国）に引き継がれた。
1988年（昭和63年）4月、瀬戸大橋が開通し、瀬戸大橋線の快速電車マリンライナーで海を渡れるようになったため、ホーバーは連絡船と共に廃止された。
「かもめ」は、三井造船に買い戻された「とびうお」と共に同社玉野事業所に留め置かれていたが、再利用の目途がつかず1991年に解体された。

## プロフィール
- 総トン数：22.8トン
- 全長：16.0m
- 全幅：8.6m
- 定員：52名
- 航海速力：52kt（最高速度）
- 船体：アルミニウム合金